# Parilla

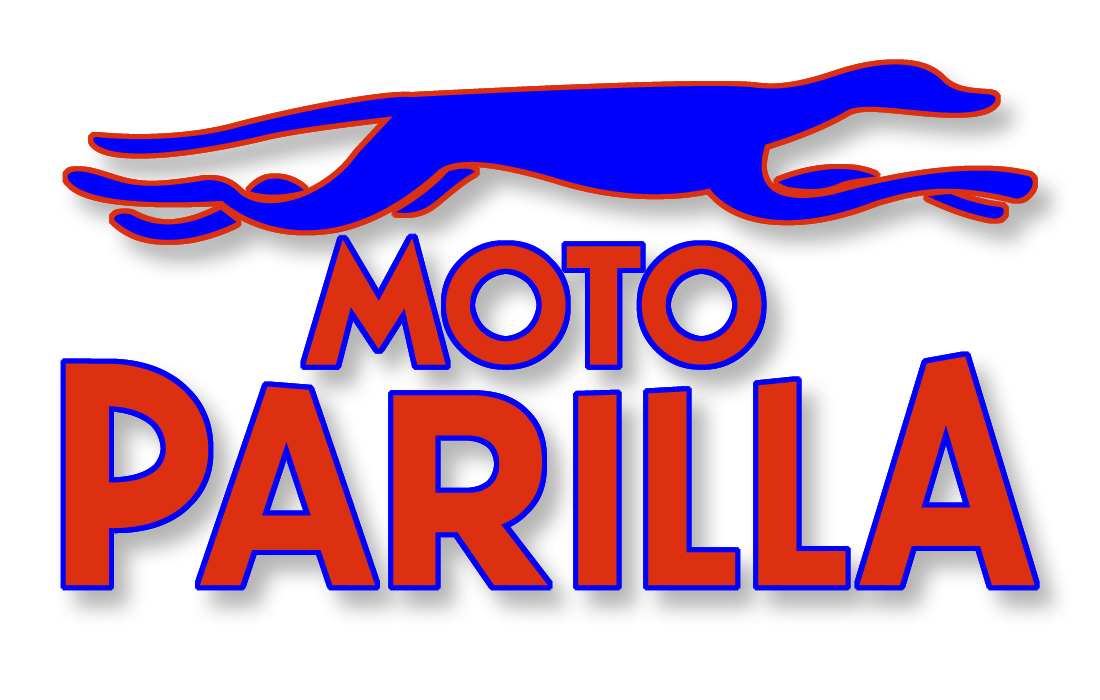
Tank-Emblem des ehemaligen italienischen Motorradherstellers Moto Parilla: Der Windhund blickte immer in Fahrtrichtung

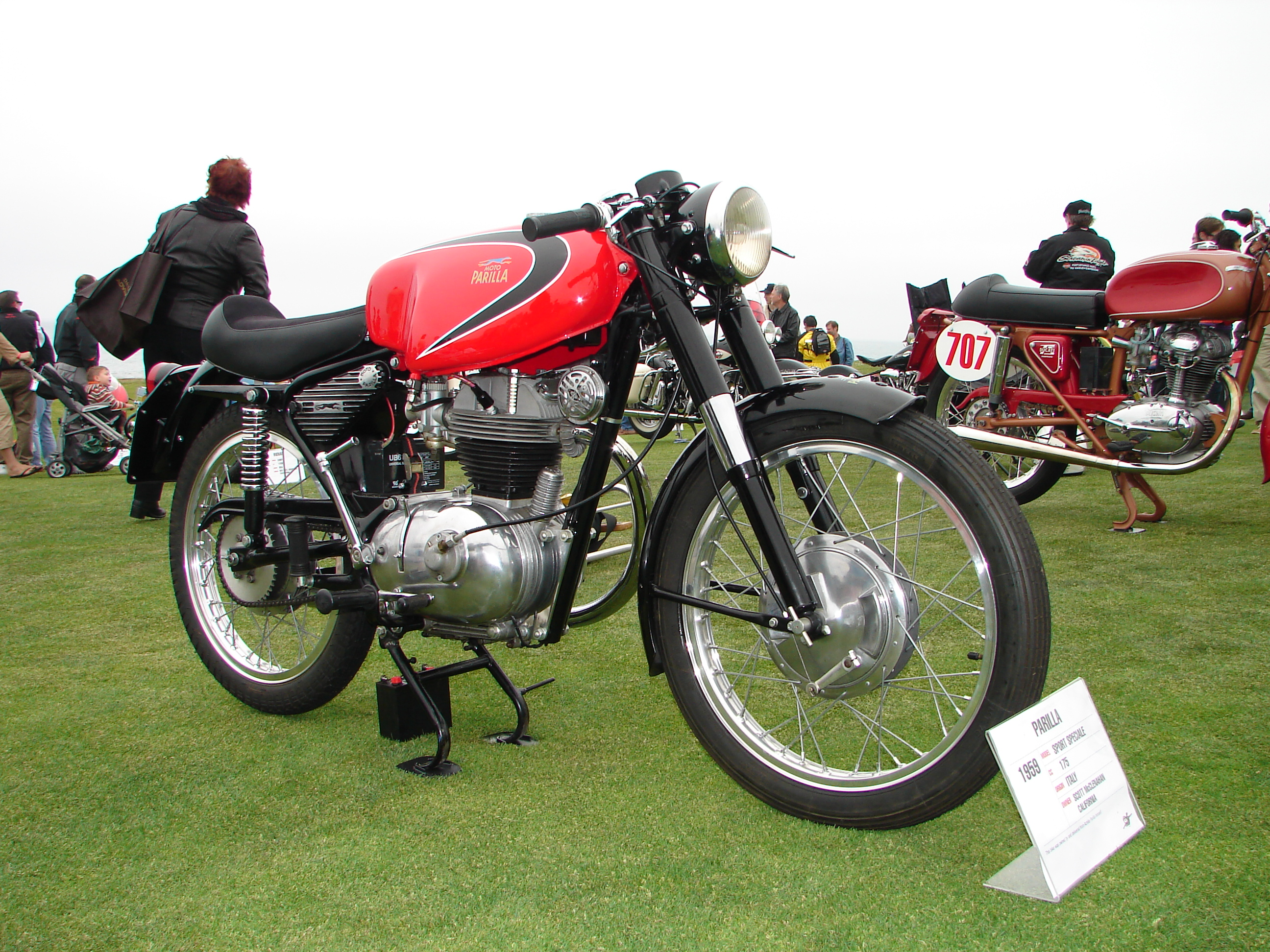
Parilla Sport Speciale 175 von 1959

Parilla war ein italienischer Motorradhersteller mit Sitz in Mailand. Das Unternehmen stellte Motorräder mit Hubräumen bis 350 cm³ her. Es wurde 1946 von Giovanni Parrilla (1911-1976) (mit Doppel-R) gegründet und existierte bis 1967.

## Geschichte
Parrilla, gelernter Kfz-Elektriker, hatte in den 1930er Jahren in Mailand eine gut gehende Reparaturwerkstatt für Einspritzpumpen und Kfz-Elektrik und verkaufte Lkw-Ersatzteile. Sein großer Traum bestand aber darin, ein eigenes Rennmotorrad zu entwickeln. So entstand mit Hilfe von Alfredo Bianchi eine 250er Königswellen-Maschine in Leistungsstufen von 14 PS bis zu 21 PS, die 1947 auf dem 25. Mailänder Motorrad-Salon gezeigt wurde. Auf Kundenwunsch wurde sie in Kleinserie hergestellt. 1949 erhielt sie einen DOHC-Kopf.
Die Massenproduktion und damit der wirtschaftliche Erfolg begann bei Parilla 1950 mit einem 98er 4,5-PS-Zweitakter. Insgesamt gab es viele Modelle von 50 cm³ bis 350 cm³ Hubraum in großer Vielfalt: Viertakter, Zweitakter, auch mit Drehschiebersteuerung, Lastendreiräder, zunächst mit Frontantrieb, später mit Hinterradantrieb und Differentialgetriebe und einen Motorroller Levriere (deutsch: Windhund) sowie Motocross-Motorräder. Um 1960 wurden auch Einzylinder-Viertakt-Stationärmotoren mit 400 cm³ und 480 cm³ Hubraum produziert.

## Parilla in Deutschland
Hermann Gablenz wurde 1950 auf einer Parilla Deutscher 250-cm³-Meister.
1957 wurde in Nürnberg das letzte Victoria-Motorrad unter der Bezeichnung „KR 17 Parilla“ gebaut. Es hatte einen 175-cm³-OHV-Motor von Parilla, wahlweise mit 10,4 oder 14,2 PS. Das Vollschwingenfahrwerk dieses Modells hatte Ernst Wüstenhagen konstruiert. In der kurzen Bauzeit von 1957 bis 1958 entstanden nur knapp 400 Stück.
Für die Saison 1960 wurde von Horex die stark verkleidete Parilla Slughi mit 100-cm³-Viertakt-Motor importiert, es waren schon einige Maschinen bei den Händlern angekommen, als Horex verkauft wurde.

## Parilla im Kartsport
Parilla stellte bereits 1959 Motoren speziell für den Kartsport her, die bald internationale Rennerfolge erzielten. Daraufhin gründete Giovanni Parrilla 1962 die Firma Saetta, die sich auf die Entwicklung und Herstellung leistungsfähiger Kartmotoren spezialisierte. Als er 1968 – mit 57 Jahren – in den Ruhestand wechselte und seine Firma schloss, gründeten 1970 seine Söhne Angelo und Achille die Firma DAP, die unter dem Namen Parilla bis heute Kartmotoren herstellt.

## Parilla ab 2017
Unter der Marke Parilla wurden oder werden seit 2017 E-Bikes vermarktet.